# Hilarographa uthaithani
Hilarographa uthaithani is een vlinder uit de familie bladrollers (Tortricidae). De wetenschappelijke naam van de soort is voor het eerst geldig gepubliceerd in 2009 door Józef Razowski.

## Type
- holotype: "male. 30-31.X.1991. leg. I.J. Kitching & A.M. Cotton. genitalia slide no. 31863"
- instituut: BMNH. Londen, Engeland
- typelocatie: "W. Thailand, Uthai Thani, 500 m, Huai Kha Khaeng, Khao Nang Ram"